# 青岛公交217路线
青岛公交217路线，是青岛市胶州湾东岸城区的一条公交线。该路线自1999年9月10日开通运营，途经市南区和市北区。

## 路线走向
217路线是团岛站经台东站返回团岛站的双向环行线。
- 下行：途经四川路、莘县路、冠县路、新疆路、陵县支路、包头路、商河路、泰山路、辽宁路、台东一路、威海路、登州路、延安二路、延安路、长阳路、登州路、大学路、华山路、龙江路、龙山路、江苏路、湖南路、安徽路、广西路、费县路、广州路、单县路、朝城路、贵州路、三门峡路、瞿塘峡路、团岛路、团岛一路。
- 上行：途经台西一路、团岛一路、团岛路、瞿塘峡路、西陵峡三路、贵州路、西陵峡一路、西陵峡路、太平路、中山路、广西路、浙江路、湖南路、江苏路、龙口路、龙山路、龙江路、华山路、大学路、登州路、延安路、延安二路、登州路、泰山路、商河路、陵县支路、新疆路、冠县路、莘县路、四川路、台西纬四路、台西一路。[參⁠ 2][參⁠ 6][參⁠ 1]

- 下行：途经四川路、莘县路、冠县路、新疆路、渤海路、普集路、青海路、益都路、泰山路、辽宁路、台东一路、威海路、登州路、延安二路、延安路、长阳路、登州路、大学路、华山路、龙江路、龙山路、江苏路、湖南路、安徽路、广西路、费县路、广州路、单县路、朝城路、贵州路、三门峡路、瞿塘峡路、团岛路、团岛一路。
- 上行：途经台西一路、团岛一路、团岛路、瞿塘峡路、西陵峡三路、贵州路、太平路、中山路、广西路、浙江路、湖南路、江苏路、龙口路、龙山路、龙江路、华山路、大学路、登州路、延安路、延安二路、登州路、泰山路、乐陵路、普集路、渤海路、新疆路、冠县路、莘县路、四川路、台西纬四路、台西一路。[參⁠ 7]

## 停车站点
本路线共设置29个停车站点，其中6个仅单方向停靠（含3个单向站）。每年夏季登州路啤酒街开街期间，共设置30个停车站点，其中5个仅单方向停靠。
| 序号 | 站名             | 下行                          | 下行              | 上行                          | 上行                | 换乘地铁         | 备注   |
| 序号 | 站名             | 停车                          | 站位              | 停车                          | 站位                | 换乘地铁         | 备注   |
| ---- | ---------------- | ----------------------------- | ----------------- | ----------------------------- | ------------------- | ---------------- | ------ |
| 1    | 团岛站           | 向下箭头图形 · 公共汽车的图形 | 四川路/台西纬四路 | 向上箭头图形 · 公共汽车的图形 | 台西一路/台西纬五路 | 贵州路站（1）    |        |
| 2    | 东平路站         | 向下箭头图形 · 公共汽车的图形 | 四川路/巨野路     | 向上箭头图形 · 公共汽车的图形 | 四川路/巨野路       | 青岛轮渡站（2）  |        |
| 3    | 菏泽路站         | 向下箭头图形 · 公共汽车的图形 | 莘县路/菏泽二路   | 向上箭头图形 · 公共汽车的图形 | 莘县路/菏泽二路     |                  |        |
| 4    | 小港站           | 向下箭头图形 · 公共汽车的图形 | 冠县路/小港一路   | 向上箭头图形 · 公共汽车的图形 | 冠县路/小港一路     | 小港站（2）      |        |
| 5    | 新疆路小港二路站 | 向下箭头图形 · 公共汽车的图形 | 新疆路/小港二路   | 向上箭头图形 · 公共汽车的图形 | 新疆路/小港二路     |                  |        |
| 6    | 大港站           | 向下箭头图形 · 公共汽车的图形 | 商河路/桓台路     | 向上箭头图形 · 公共汽车的图形 | 商河路/铁山路       |                  |        |
| 7    | 泰山路站         | 向下箭头图形 · 公共汽车的图形 | 商河路/青城路     | 向上箭头图形 · 公共汽车的图形 | 泰山路/博兴路       | 泰山路站（2、4） |        |
| 8    | 辽宁路华阳路站   | 向下箭头图形 · 公共汽车的图形 | 辽宁路/松山路     | [ 註⁠ 2 ]                      | 辽宁路/松山路       |                  |        |
| 9    | 松山路站         |                               |                   | 向上箭头图形 · 公共汽车的图形 | 泰山路/松山路       |                  | 单向站 |
| 10   | 广饶路站         |                               |                   | 向上箭头图形 · 公共汽车的图形 | 登州路/广饶路       |                  | 单向站 |
| 11   | 利津路站         | 向下箭头图形 · 公共汽车的图形 | 辽宁路/宁海路     | [ 註⁠ 2 ]                      | 辽宁路/昌乐路       | 利津路站（2）    |        |
| 12   | 青岛啤酒博物馆站 |                               |                   | 向上箭头图形 · 公共汽车的图形 | 登州路/延安一路     |                  | 单向站 |
| 13   | 郭口路站         | 向下箭头图形 · 公共汽车的图形 | 台东一路/辽宁路   |                               |                     | 台东站（1、2）   |        |
| 14   | 台东站           | 向下箭头图形 · 公共汽车的图形 | 延安二路/菜市二路 | 向上箭头图形 · 公共汽车的图形 | 延安二路/人和路     | 台东站（1、2）   |        |
| 15   | 延安二路站       | 向下箭头图形 · 公共汽车的图形 | 延安路/明霞路     | 向上箭头图形 · 公共汽车的图形 | 延安路/明霞路       |                  |        |
| 16   | 延安路延安一路站 | 向下箭头图形 · 公共汽车的图形 | 延安路/延安一路   | 向上箭头图形 · 公共汽车的图形 | 延安路/延安一路     |                  |        |
| 17   | 大连路站         | 向下箭头图形 · 公共汽车的图形 | 登州路/合江路     | 向上箭头图形 · 公共汽车的图形 | 延安路/青沙路       | 广饶路站（1）    |        |
| 18   | 齐东路站         | 向下箭头图形 · 公共汽车的图形 | 登州路/莱芜二路   | 向上箭头图形 · 公共汽车的图形 | 登州路/嫩江路       |                  |        |
| 19   | 龙江路站         | 向下箭头图形 · 公共汽车的图形 | 龙江路-黄县支路   | 向上箭头图形 · 公共汽车的图形 | 龙江路-黄县支路     |                  |        |
| 20   | 青医附院站       | 向下箭头图形 · 公共汽车的图形 | 江苏路/湖南路     | 向上箭头图形 · 公共汽车的图形 | 龙山路/龙口路       | 沂水路站（4）    |        |
| 21   | 湖南路青岛路站   | 向下箭头图形 · 公共汽车的图形 | 湖南路/青岛路     | 向上箭头图形 · 公共汽车的图形 | 湖南路/青岛路       |                  |        |
| 22   | 广西路浙江路站   | 向下箭头图形 · 公共汽车的图形 | 广西路/安徽路     | 向上箭头图形 · 公共汽车的图形 | 广西路/浙江路       |                  |        |
| 23   | 广西路火车站     | 向下箭头图形 · 公共汽车的图形 | 广西路/蒙阴路     |                               |                     | 青岛站（1、3）   | 单向站 |
| 24   | 西陵峡路火车站   |                               |                   | 向上箭头图形 · 公共汽车的图形 | 西陵峡路/太平路     | 青岛站（1、3）   | 单向站 |
| 25   | 青岛十二中站     | 向下箭头图形 · 公共汽车的图形 | 贵州路/朝城路     | 向上箭头图形 · 公共汽车的图形 | 贵州路/西陵峡二路   |                  |        |
| 26   | 巫峡路站         | 向下箭头图形 · 公共汽车的图形 | 瞿塘峡路/刘家峡路 | 向上箭头图形 · 公共汽车的图形 | 瞿塘峡路/三门峡路   |                  |        |
| 27   | 青黄快船码头站   | 向下箭头图形 · 公共汽车的图形 | 瞿塘峡路/青铜峡路 | 向上箭头图形 · 公共汽车的图形 | 瞿塘峡路/刘家峡路   |                  |        |
| 28   | 明月峡路站       | 向下箭头图形 · 公共汽车的图形 | 瞿塘峡路/明月峡路 | 向上箭头图形 · 公共汽车的图形 | 瞿塘峡路/龙羊峡路   | 贵州路站（1）    |        |
| 29   | 红山峡路站       | 向下箭头图形 · 公共汽车的图形 | 瞿塘峡路/团岛路   | 向上箭头图形 · 公共汽车的图形 | 瞿塘峡路/团岛路     | 贵州路站（1）    |        |
| 30   | 团岛站           | 向下箭头图形 · 公共汽车的图形 | 团岛一路/贵州路   | 向上箭头图形 · 公共汽车的图形 | 台西一路/台西纬五路 | 贵州路站（1）    |        |

## 运营时间
以下均为当地时间（UTC+8）为准。
- 团岛站（主站）：6:00-20:30
- 台东站（中途副站）：约6:25-20:55

## 票制票价
本路线车辆均为季节空调车，无人售票一票制。每人次投币RMB ¥ 1（关空调）或2（开空调）。

## 备注
1. ↑  在不限于本路线的情况下，无同名相反方向行车的站点
2. 1 2  啤酒街开街期间，此站点上行停靠
3. 1 2 3  啤酒街开街期间，此站点取消
4. ↑  实为其西侧平行无名路
5. ↑  实为其西侧平行无名路
6. ↑   註: